# Graham Baker
Graham Baker este un regizor englez de filme.
Cea mai cunoscută realizare a sa este filmul științifico-fantastic Alien Nation.

## Filmografie
- 1999: Beowulf (film)
- 1991: Born to Ride
- 1990: The Recruit
- 1988: Alien Nation
- 1987: Amazing Stories (serial TV), episodul Such Interesting Neighbors (1987)
- 1984: Impulse
- 1981: The Final Conflict
- 1978: The Sweeney (serial TV), episodul Hard Men (1978)
- 1977: Premiere (serial TV), episodul There's No Place (1977)
- 1975: Leaving Lily (film scurt)